# Komisja morderstw
Komisja morderstw – polski serial kryminalny emitowany od 30 sierpnia do 20 grudnia 2016 na antenie TVP1.

## Fabuła
Akcja serialu rozgrywa się w województwie dolnośląskim. Tytułowa komisja morderstw to potoczna nazwa grupy policjantów z Wydziału Spraw Niewyjaśnionych, zajmującej się rozwiązywaniem niewyjaśnionych zagadek sprzed lat.
Zdjęcia realizowane były we Wrocławiu, w Kliczkowie, Książu, Krzywej, Legnicy, Ząbkowicach Śląskich, okolicach Wałbrzycha, w Karkonoszach, górach Sowich i Bolesławcu.

## Obsada
- Małgorzata Buczkowska - inspektor Alicja Grześkowiak
- Krzysztof Pieczyński - podinspektor Maciej Stasiński
- Marcel Sabat - aspirant Dominik Hertz
- Zbigniew Stryj - nadinspektor Janusz Kozłowski, komendant wojewódzki policji
- Katarzyna Herman - prokurator Krystyna Zawadzka
- Paweł Małaszyński - doktor Adam Frejncz